# Domenico Bollani (vescovo 1514-1579)

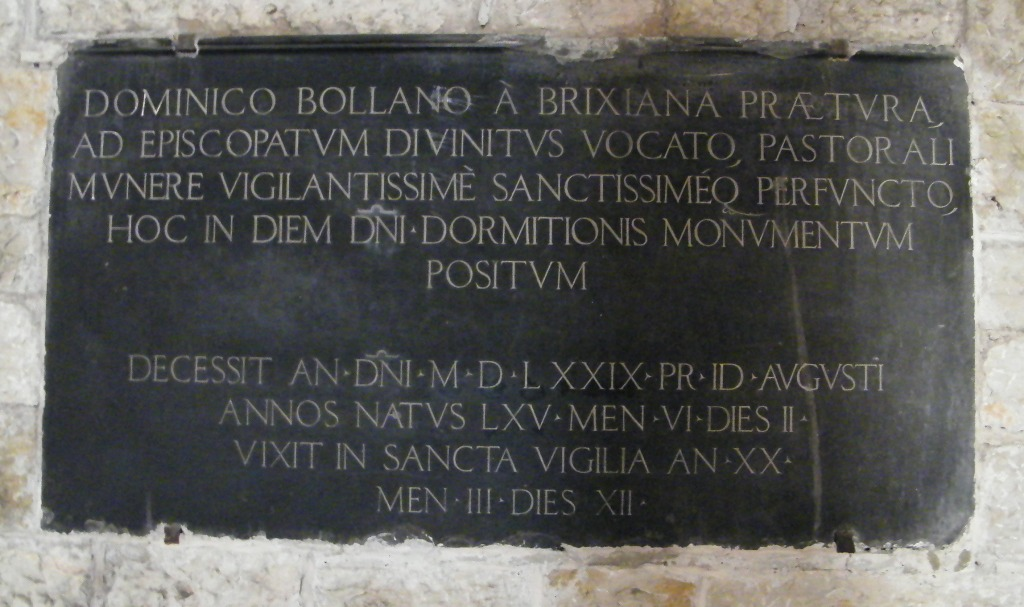
Tomba nel Duomo vecchio di Brescia.

Domenico Bollani (Venezia, 10 febbraio 1514 – Roma, 12 agosto 1579) è stato un politico e vescovo cattolico italiano.

## Biografia
Di nobile famiglia veneta, nel marzo del 1547 divenne ambasciatore della Repubblica di Venezia presso Edoardo VI d'Inghilterra e "ottenne l'onore d'inquartare nella propria l'arma del re". Nel 1551 entrò nel Consiglio dei Dieci. Dal 1556 al 1558 fu luogotenente generale del Friuli. È ricordato in un arco (attribuito all'architetto Andrea Palladio) a Udine che egli fece costruire nel 1556.
Nel 1558 fu nominato podestà di Brescia. Dopo aver ottenuto il rettorato a Brescia ne divenne vescovo nel 1559. Il 4 maggio 1559 prese ufficialmente possesso della diocesi di Brescia, e fu consacrato vescovo nel duomo di Brescia l'11 giugno 1559 dal suo vicario, Vincenzo Durante vescovo di Termoli. Ebbe modo di partecipare alle ultime fasi del Concilio di Trento, pronto poi ad attuare la riforma cattolica nella sua diocesi. Le direttive conciliari furono inizialmente attuate con le costituzioni diocesane del 1564. Nella premessa al testo stampato il vescovo ricorda i limiti del clero bresciano, come l'ignoranza, l'inadempienza all'obbligo della residenza, immoralità, concubinato e usura.
Dal 2 settembre 1565 all'estate del 1568 attuò la prima visita pastorale alle parrocchie della diocesi.
Secondo le indicazioni conciliari, fondò il seminario, di cui pose la prima pietra il 27 settembre 1568, radunò un sinodo diocesano nel 1574. Tra il 1572 e il 1573 attuò la seconda visita pastorale.
Nel 1570 espulse dalla diocesi la comunità anabattista della Valtrompia e nel 1572 espulse gli ebrei da Brescia. Nel 1571 promosse la costituzione di un corpo di fanteria da mille uomini a favore della lega cattolica contro i turchi, stanziando personalmente per la stessa causa 1129 ducati. Organizzò digiuni, processioni e preghiere pubbliche per il successo della guerra contro i turchi, che culminò con la battaglia navale di Lepanto.
Quando nel 1577 la peste si diffuse in città: dopo un primo momento di esitazione, in cui aveva lasciato Brescia, scelse di tornare a prendersi cura degli ammalati, seguendo l'esempio di Carlo Borromeo.
Nel 1567 portò a termine la costruzione del nuovo Palazzo vescovile di Brescia, avviata quasi un secolo prima.
Morì nel 1579 tra le braccia di san Carlo Borromeo, che ne celebrò le esequie in Santa Maria Maggiore (duomo vecchio). Il monumento sepolcrale, eseguito da Alessandro Vittoria, fu travolto dal crollo del campanile del duomo vecchio il 5 maggio 1708, le parti salvate sono conservate presso il Museo di Santa Giulia di Brescia.

## Stemma
- Troncato d'oro e d'azzurro con la banda di rosso caricata di un filetto d'argento, attraversante sulla partizione.[3]

## Genealogia episcopale
La genealogia episcopale è:
- Vescovo Vincenzo Duranti
- Vescovo Domenico Bollani